# (5246) Migliorini
(5246) Migliorini (1979 OB) – planetoida z grupy przecinających orbitę Marsa okrążająca Słońce w ciągu 3,32 lat w średniej odległości 2,22 j.a. Odkryta 26 lipca 1979 roku.